# Adiaphorus
Adiaphorus – rodzaj chrząszcza z rodziny sprężykowatych. Rodzaj początkowo, gdy został stworzony przez Candezego, zawierał tylko 2 gatunki, później ten sam specjalista rozszerzył go o kolejny gatunek. W 1921 r. Hyslop ustanowił gatunkiem typowym tego rodzaju Adiaphorus gracilicornis. Schwarz  w 1906 oraz Schenkling 1925 przypisali rodzajowi 6 gatunków. W 1942 Fleutiaux opisał nowy gatunek, umieszczając go w Adiaphorus, a równo pół wieku później Vats i Chauhan umieścili w nim kolejne 2 opisane przez siebie gatunki chrząszczy.
Owad występuje w Indiach i na Sri Lance.